# Pedro Rosa Mendes
Pedro Rosa Mendes (* 4. August 1968 in Cernache do Bonjardim, Kreis Sertã, Distrikt Castelo Branco, Portugal) ist ein portugiesischer Journalist, Korrespondent, Romancier, Intellektueller und Reiseschriftsteller. Außerdem ist er ein Vertreter des nonfiktionalen Abenteuerbuches.
Mit seinen zahlreichen Reisen, vor allem nach Afrika, hat er ein neuartiges Bild des Kontinents gezeichnet, das dem Abbau von Vorurteilen und dem Versuch dient, Afrika in seiner Gesamtheit, also die negativen wie die positiven Dinge, zu benennen.
Viele Bücher wurden in zahlreiche Sprachen übersetzt.

## Leben
Pedro Rosa Mendes wurde 1968 in einer kleinen Gemeinde im Distrikt Castelo Branco geboren. Schon als Student war er journalistisch tätig. Er schloss ein Studium der Jurisprudenz an der renommierten Universität in Coimbra ab. Für die portugiesische Tageszeitung Público berichtete er als Afrika-Korrespondent regelmäßig aus der Demokratischen Republik Kongo, Ruanda, Sierra Leone, Simbabwe, Angola und Afghanistan. In Osttimor war er einige Jahre als Korrespondent der portugiesischen Nachrichtenagentur Lusa tätig.
Sein erstes Buch "Baia dos Tigres" (Tigerbucht) erschien 1999. Als Journalist schrieb er für Zeitschriften und Magazine wie El País Semanal (Madrid) oder Grand Street Journal (New York).
Mendes spricht fließend Englisch, Französisch und Spanisch. Er ist Vater zweier Töchter und lebt in Paris.

## Der Vermittler der Welten
Mendes steht in der Tradition eines anderen großen Reiseschriftstellers seines Landes, der unter Gefahren Abenteuer bestand und mit viel Augenzwinkern seinen Schelmenroman schrieb: Fernão Mendes Pinto. In dessen Nachfolge sieht er sich. Seine Bücher lassen sich keiner direkten literarischen Gattung zuordnen: Es sind weder klassische Romane noch klassische Berichte und auch keine klassischen Reisebücher. Mendes verwebt in seinen Werken alles, Fiktion und Realität zu einer fiktionalen Realität. Und dennoch ist der Leser stets von Gegenwart und Vergangenheit informiert.
Sein erstes Buch war das 1999 erschienene Werk "Baía dos Tigres" (Tigerbucht). Es handelte ihm großen Ärger mit der Regierung Angolas ein, die ihn offiziell – bis heute – zur "persona non grata" erklärte. In einer rund dreimonatigen Reise im Jahr 1997 begibt sich der Autor auf die Spur der Forschungsreisenden Hermengildo Capelo und Roberto Ivens, die im 19. Jahrhundert den Süden Afrikas erforschten. Darin beschreibt er die Erlebnisse in einem Land, das an den Folgen eines jahrzehntelangen Bürgerkrieges zu leiden hatte und dem es an Infrastruktur materieller und seelischer Art fehlte. Seine Reise begann in Angola, führte über Sambia und Simbabwe ihn am Schluss an das Ziel seiner Reise, nach Mosambik. Das Buch wurde in 13 Sprachen übersetzt, unter anderem auch ins Deutsche.
Ein weiteres, auch international bedeutendes Buch entstand in Zusammenarbeit mit medico international und in Zusammenarbeit mit dem deutschen Fotografen Wolf Böwig. "Schwarz.Licht", so der Titel, erschien 2006 und geht auf Reisen durch Sierra Leone, Liberia, Guinea-Bissau und die Elfenbeinküste zurück.
Der Schriftsteller António Lobo Antunes lobte das Werk "Peregrinação de Enmanuel Jhesus". Mit dem französischen Illustrator Alain Corbel hatte er zwei weitere Bände herausgebracht. Zusammen mit den portugiesischen Fotografen João Francisco Vilhena und Alfredo Cunha entstanden weitere Bücher.
Der Vermittler der Welten sieht sich als ein kosmopolitischer Träger des positiven Erbes der portugiesischen Kultur. Er versucht auch, den Blick Europas auf Afrika außerhalb der Blechhütten auf den Kontinent in seiner Gesamtheit und Vielfalt zu präsentieren. Durch ihn erlebt die Reiseliteratur in Portugal eine neue Blüte.

## Werke
- O Melhor Café (Das beste Cafe), Kurzgeschichten, 1996.
- Baia dos Tigres (Tigerbucht), Essayroman und Reisereflexionen, 1999. (Übersetzt ins Deutsche, Dänische, Französische, Italienische, Niederländische, Spanische, Türkische, Englische).
  - Tigerbucht, übersetzt von Inés Koebel. Ammann Verlag, Zürich 2001, ISBN 3-250-60037-7.
- Lenin Oil, Roman, 2006.
- Ilhas de Fogo, (Feuerinseln), 2002, Soziologische Betrachtungen.
- Atlântico – Romance Fotográfico, Roman, 2003.
- Madre Cacau-Timor, Erzählungen, 2004.
- Mano – War and Survival in West-Africa, 2006, (Deutsch: Schwarz.Licht, Passagen durch Westafrika, 2006 bei Brandes und Apsel Verlag).
- Peregrinação de Enmanuel Jhesus, Essays über Osttimor, 2010.
  - Die Pilgerfahrt des Emmanuel Jhesus, übersetzt von Kurt Scharf. Edition Büchergilde, Frankfurt am Main 2017, ISBN 978-3-86406-080-9.

## Auszeichnungen (Auswahl)
- Bordalo, 2000 (höchster Journalismuspreis in Portugal).
- Premio PEN, 2011.